# The Effect
The Effect (The Effect โลกออนร้าย) è una miniserie thailandese di 3 episodi del 2019 a tematica omosessuale.

## Trama
Shin è uno studente universitario del primo anno assai timido e riservato che ammira, da lontano, il suo senior Keng, ambasciatore della scuola. Keng è alto, bello, intelligente e molto popolare con le ragazze del campus anche sé il suo difficile rapporto con la propria famiglia non è sconosciuto ai più. Un giorno, causa della goffaggine di Shin, i due si conoscono e Keng decide di prenderlo sotto la sua ala aiutandolo nello studio. Con il tempo Keng si sentirà sempre più attratto da Shin fin quando non deciderà di dichiarare il proprio amore a quest'ultimo. Shin lo respingerà, esplicitando che per lui non è importante che sia omosessuale e che possono restare amici, ma tale rifiuto porterà Keng a stuprarlo. Questo evento causerà una spirale discendente nella vita di Shin portandolo alla depressione e a commettere delle scelte estreme.

## Personaggi

### Principali
- Shin, interpretato da Prapatthorn Chakkhuchan "James".
- Keng, interpretato da Chakrit Boonsing "Oat".

### Ricorrenti
- Bright, interpretato da Surat Permpoonsavat "Yacht".
- Man, interpretato da Weerapat Nimanong "Mike".
- Ter, interpretato da Sukij Norasingh "Tie".
- King, interpretato da Pittikorn Siripornsawan "Surprise".
- Jack, interpretato da Chotritud Wannaworrawit "Year".
- Pramote, interpretato da Akechat Booncharoensukphisarn "Top".